# Карлин, Дэн
Дэн Карлин (род. 1965) — американский политический комментатор и подкастер. Будучи профессиональным радиоведущим, Карлин со временем перенёс свои шоу в Интернет и в настоящий момент является ведущим двух популярных независимых подкастов: Common Sense with Dan Carlin (рус. Здравый смысл c Дэном Карлиным): и Hardcore History (рус. Хардкорная история).

## Биография
Карлин получил степень бакалавра Университета штата Колорадо в Боулдере.  Начав карьеру репортером телевизионных новостей в Лос-Анджелесе в конце 1980-х годов, Карлин освещал Лос-Анджелесский бунт 1992 года, также являлся автором статей, колумнистом и далее радиоведущим. После ухода с радио Карлин добился признания в интернет-радио, подкастинге и блогосфере. Живет в городе Юджин, штат Орегон. Является бывшим репортёром телеканала KVAL-TV.

## Здравый смыслс Дэном Карлиным
Шоу Здравый смысл с Дэном Карлиным было основано в 2005 году. По тематике подкаст близок к нескольким радиопрограммам, транслировавшимся в период с 1994 по 2004 год, в которых Карлин выступал в качестве ведущего. Свою политическую философию Карлин описал как Neoprudentism (в приблизительном переводе: «новый рационализм»), основой которой является скептический подход к оценке текущих политических тенденций и сил. Он пытается поддерживать дискуссию представляя и продвигая мысленный эксперимент «Марсианина на Земле», предлагая решения текущих политических проблем, основанные на самокритичном отношении к себе.
Здравый смысл был номинирован как лучший подкаст в рубрике Политика/Новости категории в 2012 и 2013 годах. На сегодняшний день каждый эпизод подкаста был прослушан свыше 700 тысяч раз.

## Хардкорная история
Подкасты Карлина вряд ли напомнят вам о сухих лекциях по истории. Карлин добавляет слово «хардкорная» в «историю» тем, что концентрируется в своих повествованиях на наиболее жестоких и драматичных моментах истории человечества, заполняя свои шоу красочными примерами, которые наверняка остались неизученными на школьных уроках истории.
«Хардкорная история» — это площадка, с которой Дэн Карлина исследует различные темы мировой истории. Тематика шоу широко варьируется от выпуска к выпуску, однако, как правило они сосредоточены на конкретных исторических событиях, описанных в стиле «мысленного театра». Новые эпизоды появляются примерно каждые четыре-семь месяцев. Длительность каждого подкаста может достигать нескольких часов.
Каждый выпуск подкаста имеет миллионы скачиваний, а 6 мая 2015 года шоу были скачаны более 350 000 в течение 24-часового периода. Подкаст в 2012 году был номинирован на премию Stitcher Award, категории лучшего образовательного и обучающего. Подкаст получил награду Best Classic Podcast 2014 в iTunes и попал в топ-25 лучших подкастов в юбилейной номинации «10 лет подкастов». Журнал Slate назвал эпизод шоу «Призраки восточного фронта» (посвящённый событиям, происходившим на восточном фронте во Вторую мировую войну), вышедший в 2009 году, пятым лучшим подкастом всех времён.

## Книги
На основе материалов подкаста Hadcore History Дэн Карлин выпустил книгу «The End Is Always Near: Apocalyptic Moments, from the Bronze Age Collapse to Nuclear Near Misses» (Harper Collins, 2019). В 2020 году книга вышла в России под названием «Хардкорная история. Апокалиптические моменты от древности до наших дней»  (М.: Эксмо, 2020).

## Внешние ссылки
- Официальный сайт